# Tonkolili
Tonkolili ist ein Distrikt Sierra Leones mit etwa 557.257 Einwohnern (Stand 2021). Er gehört zur Provinz Northern und liegt im Zentrum des Landes. Seine Hauptstadt ist Magburaka, eine weitere Stadt ist Mile 91. Der Distrikt ist in 19 Chiefdoms (Häuptlingstümer) eingeteilt.
Tonkolili umfasst eine Fläche von 7.003 km². Die höchsten Erhebungen sind Kunsulma (550 m), Kasebere (536 m) und Katikant (410 m).
Die Bewohner des Tonkolili-Distrikts gehören hauptsächlich den Ethnien der Temne und Limba an und sind mehrheitlich Muslime.
Die Wirtschaft in Tonkolili besteht in Goldbergbau und Landwirtschaft. Es gibt in Tonkolili Eisenerzvorkommen in Ferengbeia, Gold und Diamanten an verschiedenen Standorten, die unter anderem von der Bergbaugesellschaft African Minerals abgebaut werden. Das Bumbuna Hydroelectric Project am Fluss Rokel (Seli) soll weitere Entwicklung bringen. In Tonkolili liegt zudem das Mamunta-Mayoso Wildlife Sanctuary.
Der Distrikt verfügte 2006 über 95 Gesundheitseinrichtungen, darunter ein staatliches Krankenhaus, ein Missionskrankenhaus, zwei Missions- und eine NGO-Klinik. 2005 waren 0,5 % der Bewohner HIV-positiv. Die Alphabetisierungsrate lag 2004 bei 30 % (41 % der Männer und 21 % der Frauen) und damit unter dem Landesdurchschnitt. 42,8 % der Kinder besuchten eine Schule.